# آسی‌یر اچاندیا
آسی‌یر اِچاندیا (اسپانیایی: Asier Etxeandia‎؛ زادهٔ ۲۷ ژوئن ۱۹۷۵) هنرپیشه تئاتر، سینما و تلویزیون اهل اسپانیا است.
از فیلم‌ها یا مجموعه‌های تلویزیونی که وی در آن‌ها نقش داشته است، می‌توان به انگیزه‌های شخصی، عروس، ۱۳ گل رز و یک گام به پیش اشاره نمود.